# Kanton Saint-Étienne-du-Bois
Kanton Saint-Étienne-du-Bois (fr. Canton de Saint-Étienne-du-Bois) je francouzský kanton v departementu Ain v regionu Rhône-Alpes. Skládá se z 28 obcí. Kanton vznikl v roce 2015.

## Obce kantonu
| - Beaupont - Bény - Bohas-Meyriat-Rignat - Chavannes-sur-Suran - Cize - Coligny - Cormoz - Corveissiat - Courmangoux - Domsure - Drom - Germagnat - Grand-Corent - Hautecourt-Romanèche | - Jasseron - Marboz - Meillonnas - Pirajoux - Pouillat - Pressiat - Ramasse - Saint-Étienne-du-Bois - Salavre - Simandre-sur-Suran - Treffort-Cuisiat - Verjon - Villemotier - Villereversure |